# Ermita de Santa María de la Sierra
La ermita de Santa María de la Sierra es un santuario situado en el término municipal de Villarroya de la Sierra en lo alto de la Sierra de la Virgen a 1.418,29 m sobre el nivel del mar. Es un edificio de grandes dimensiones y aspecto achaparrado, cuya función pudo ser el atender a los peregrinos procedentes de Levante y que posteriormente fue hospital y hospedería.

## Toponimia
En la Bula de Alejandro IV de 1260, escrita en latín medieval, se menciona una iglesia de Santa María seguida por las palabras de Sierra que podría tener relación con esta ermita:

de Santa Maria de Sierra, de Osiella, de Exach, de Gotor, de Illueca, de Breya, de Arandega...

Esta ermita es mencionada en textos medievales como por ejemplo unos de 1482 relacionados con Gil Morlanes el Viejo, a quien encargaron el retablo:

...de Villarroya et maestre Gil Morlant, imaginero, sobre la obra del retaulo de Nuestra Senyora la Virgen Maria de la Sierra, ensenble con Domingo Ramón, procurador de aquela.

Assi mesmo es tenido el dito maestro después que obrado, dorado e acabado será, de venir ad asentarlo a la dita hermita de Santa María de la Sierra,

La actual iglesia es de los siglos XIV al XVI. Según la tradición, en este lugar pernoctó Fernando II de Aragón cuando fue a pedir la mano de Isabel de Castilla.